# Купа на Федерацията по футбол на СССР
Купата на Федерацията по футбол на СССР е краткотрайно футболно състезание подобно на купата на Съветския съюз, но което включва отбори само от висшата лига на СССР. Тази купа е сравнима с Карлинг къп в Англия, където участват само клубове от Премиершип и Футболната лига на Англия. Състезанието е прекратено след разпада на СССР.

## Финали
| Година | Място                         | Победител                | Резултат | Втори                    |
| ------ | ----------------------------- | ------------------------ | -------- | ------------------------ |
| 1986   | Кишинев, Молдовска ССР        | ФК Днипро Днепропетровск | 2 – 0    | Зенит Ленинград          |
| 1987   | Москва, Руска СФСР            | ФК Спартак (Москва)      | 4 – 1    | Металист (Харков)        |
| 1988   | Кишинев, Молдовска ССР        | ФК Кайрат                | 4 – 1    | ПФК Нефтчи Баку          |
| 1989   | Днепропетровск, Украинска ССР | ФК Днипро Днепропетровск | 2 – 1    | ФК Динамо Минск          |
| 1990   | Одеса, Украинска ССР          | ФК Черноморец Одеса      | 2 – 0    | ФК Днипро Днепропетровск |